# Губа антиминсная
Губа антими́нсная (греч. σπόγγος; губа грецкая, губа илитонная) — в православной церкви литургический предмет, в древности изготавливаемый из морских губок (в настоящее время — из материи). Символизирует собой губу, с помощью которой римские солдаты напоили уксусом распятого Иисуса Христа:

Тут стоял сосуд, полный уксуса. [Воины], напоив уксусом губку и наложив на иссоп, поднесли к устам Его.
— Ин. 19:29
Губа используется для собирания частиц Святых Даров с антиминса, дискоса и копия, для отирания рук священнослужителей после раздробления агнца и после причащения. Для отирания потира после потребления Святых Даров используется отдельная губка, именуемая истирательной. После Литургии она хранится в потире, находящемся на жертвеннике, или заворачивается в антиминс.
Антиминсная губа делается в форме круга, вымачивается в воде, затем помещается под пресс. Освящается путём окропления святой водой, постоянно хранится завёрнутой в антиминс. Пришедшие в негодность губки сжигают и помещают пепел в реку или непопираемое место.